# Trzciniec (Varsovie-ouest)
Pour les articles homonymes, voir Trzciniec.
Trzciniec [ˈtʂt͡ɕiɲet͡s] est un village polonais, situé dans la Powiat de Varsovie-ouest et dans la voïvodie de Mazovie dans le centre-est de la Pologne.
Le village a une population de 29 habitants en 2000.